# Miguel González
Pour les articles homonymes, voir Miguel González (homonymie), González et Martín.
Miguel Angel González Martín (né le 27 mai 1984 à Guadalajara, Jalisco, Mexique) est un lanceur droitier qui a joué en Ligue majeure de baseball entre 2012 et 2018.

## Carrière

### Orioles de Baltimore
Miguel González signe son premier contrat professionnel en 2005 avec les Angels de Los Angeles et joue trois saisons dans les ligues mineures avec des clubs leur étant affiliés. Il passe à l'organisation des Red Sox de Boston via le repêchage de règle 5 mais une série de blessures, incluant une nécessitant une opération de type Tommy John, ralentit sa progression vers le baseball majeur et le tient à l'écart du jeu pendant deux ans. En 2010 et 2011, González évolue dans les mineures avec des équipes affiliées aux Red Sox.
Joueur des Venados de Mazatlán de la Ligue mexicaine du Pacifique, il intègre les Yaquis de Obregón, représentant du Mexique à la Série des Caraïbes de 2012. Son jeu avec l'équipe de son pays attire l'attention des Orioles de Baltimore de la Ligue majeure, qui le mettent sous contrat et lui font entamer la saison avec leur club-école de niveau Triple-A à Norfolk.

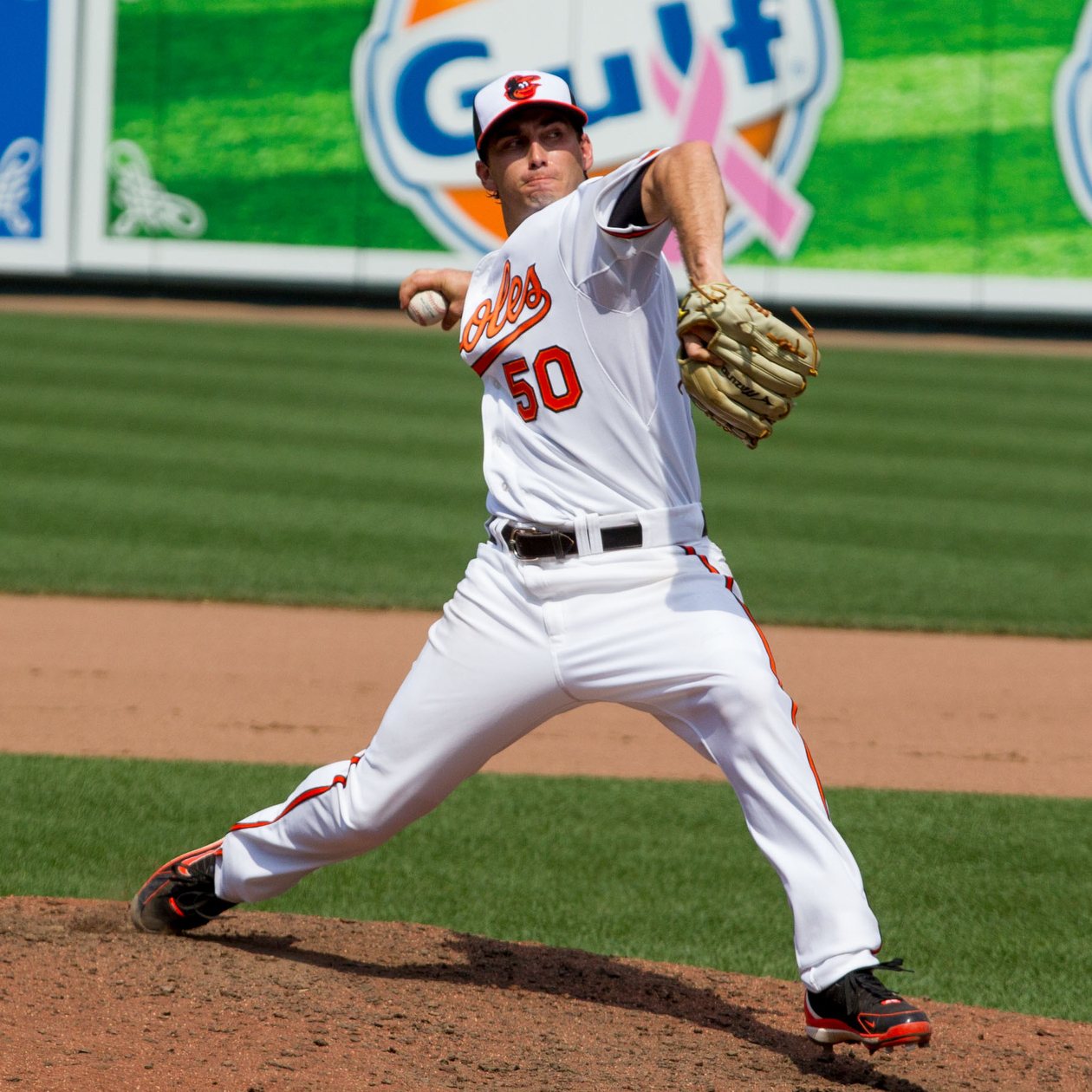
Miguel González en 2012 avec les Orioles de Baltimore.

González fait ses débuts dans le baseball majeur avec Baltimore le 29 mai 2012 avec une longue présence de trois manches et un tiers en relève contre les Blue Jays à Toronto. Il joue 18 matchs, dont 15 comme lanceur partant, pour les Orioles de 2012 et fait bien avec 9 victoires, seulement 4 défaites et une moyenne de points mérités de 3,25. Il aide Baltimore à se qualifier pour les séries éliminatoires et est le partant de l'équipe le 10 octobre dans le 3e match de la Série de division face aux Yankees de New York. Il n'accorde qu'un point mérité et enregistre 8 retraits sur des prises en 7 manches de travail mais n'est pas impliqué dans la décision lorsque les Orioles perdent la partie en 12 manches de jeu.
En 2013, González est intégré à la rotation de partants des Orioles dès le début de la campagne. Il débute 28 parties et ajoute deux présences en relève. En 171 manches et un tiers lancées, sa moyenne de points mérités est de 3,78 avec 120 retraits sur des prises. Il remporte 11 victoires contre 8 défaites.

### White Sox de Chicago
González rejoint en 2016 les White Sox de Chicago.

### Rangers du Texas
Gonzalez est échangé des White Sox aux Rangers du Texas le 31 août 2017 contre le joueur de champ intérieur des ligues mineures Ti’Quan Forbes.